# Hadži-Hamzali
Hadži Hamzali (makedonsky: Хаџи-Хамзали) je vesnice v Severní Makedonii. Nachází se v opštině Štip ve Východním regionu.
Ve vesnici od 70. let 20. století nikdo nežije.

## Geografie
Vesnice se nachází v severní části hory Serta, na levném břehu řeky Kriva Lakavica. Město Štip leží jihozápadním směrem od vesnice a rozloha vesnice je 20,9 km2.

## Historie
V dobách Římské říše a v pozdní antice se v blízkosti vesnice nacházel tvrz Isar, která kontrolovala nedalekou hlavní silnici. Tvrz se nacházela na stejnojmenném kopci Hamzali vzdáleném 5,5 kilometru od vesnice.
Na konci 19. století byla vesnice součástí Osmanské říše. Podle bulharského etnografa a spisovatele Vasila Kančova zde v roce 1900 žilo 325 obyvatel turecké národnosti.
Během 20. století byla vesnice součástí Jugoslávie, konkrétně Socialistické republiky Makedonie.

## Demografie
Podle sčítání lidu z roku 2002 ve vesnici nikdo nežije. Naposledy zde byli evidováni obyvatel při sčítání lidu v roce 1961.
| Rok          | 1900 | 1948 | 1953 | 1961 | 1971-dnes |
| ------------ | ---- | ---- | ---- | ---- | --------- |
| Obyvatelstvo | 325  | 91   | 117  | 106  | 0         |